# Panicum capillare
Pour les articles homonymes, voir Panic (plante).
Espèce
Panicum capillare (le millet capillaire, panic capillaire, panic à petites graines) est une espèce de plantes monocotylédones de la famille des Poaceae, sous-famille des Panicoideae, originaire d'Amérique du Nord.
C'est une plante herbacée annuelle, cespiteuse, aux tiges dressées ou géniculées pouvant atteindre 20 à 80 cm de haut. C'est, en Amérique du Nord, une mauvaise herbe des cultures dont une population résistante à l'atrazine a été signalée en 1981 au Canada. Elle a été introduite et s'est naturalisée en Europe, où on l'a importée comme plante ornementale.

## Distribution
Selon GrassBase, l'aire de répartition de Panicum capillare s'étend en Europe (centrale, orientale et méridionale), en Afrique (Macaronésie), en Asie tempérée (Extrême-Orient russe, Caucase et Asie occidentale) et en Asie tropicale (Inde, en Australasie (Australie et Nouvelle-Zélande), en Océanie (sud-ouest du pacifique), en Amérique du Nord (Canada, États-Unis et Mexique) et en Amérique du Sud (Caraïbes  et sud de l'Amérique du Sud).

## Taxinomie

### Synonymes
Selon Catalogue of Life (9 septembre 2016)  :
- Chasea capillaris (L.) Nieuwl.
- Leptoloma barbipulvinata (Nash ex Rydb.) Smyth
- Leptoloma capillaris (L.) Smyth
- Milium barbipulvinatum (Nash ex Rydb.) Lunell
- Milium capillare (L.) Moench, nom. illeg.
- Panicum acutifolium Willd. ex Spreng., pro syn.
- Panicum barbipulvinatum Nash ex Rydb.
- Panicum barbipulvinatum var. hirsutipes Suksd.
- Panicum bobartii Lam.
- Panicum capillare var. agreste Gatt.
- Panicum capillare var. barbipulvinatum (Nash ex Rydb.) McGregor, nom. superfl.
- Panicum capillare subsp. barbipulvinatum (Nash ex Rydb.) Tzvelev
- Panicum capillare var. brevifolium Rydb. & Shear
- Panicum capillare var. occidentale Rydb.
- Panicum capillare var. vulgare Scribn.
- Panicum elegantulum Suksd., nom. illeg.
- Panicum riparium H.Scholz

### Liste des sous-espèces et variétés
Selon Tropicos (9 septembre 2016) (Attention liste brute contenant possiblement des synonymes) :
- sous-espèce Panicum capillare subsp. barbipulvinatum (Nash) Tzvelev
- sous-espèce Panicum capillare subsp. capillare
- sous-espèce Panicum capillare subsp. hillmanii (Chase) Freckmann & Lelong
- variété Panicum capillare var. agreste Gatt.
- variété Panicum capillare var. brevifolium Vasey ex Scribn.
- variété Panicum capillare var. busei Boerl.
- variété Panicum capillare var. campestre Gatt.
- variété Panicum capillare var. capillare
- variété Panicum capillare var. flexile Gatt.
- variété Panicum capillare var. geniculatum Scribn.
- variété Panicum capillare var. gracillimum Asch. & Graebn.
- variété Panicum capillare var. hirticaule (J. Presl) Gould
- variété Panicum capillare var. majus Goiran
- variété Panicum capillare var. miliaceum Vasey
- variété Panicum capillare var. minimum Engelm. ex Gatt.
- variété Panicum capillare var. minus Döll
- variété Panicum capillare var. occidentale Rydb.
- variété Panicum capillare var. pampinosum (Hitchc. & Chase) Gould
- variété Panicum capillare var. purpurascens Drum. ex Aschers. & Graebn.
- variété Panicum capillare var. rigidum Boerl.
- variété Panicum capillare var. stramineum (Hitchc. & Chase) Gould
- variété Panicum capillare var. sylvaticum Torr.